# قرار مجلس الأمن التابع للأمم المتحدة رقم 1100
قرار مجلس الأمن التابع للأمم المتحدة 1100 ، الذي اتخذ بالإجماع في 27 مارس 1997 ، بعد أن أشار إلى جميع القرارات المتعلقة بالحالة في ليبيريا ، ولا سيما القرار 1083 (1996) ، مدد مجلس الأمن ولاية بعثة مراقبي الأمم المتحدة في ليبريا حتى 30 يونيو 1997.

## وصلات خارجية
- Text of the Resolution at undocs.org